# Сокол (порт)
Со́кол — речной порт в одноимённом городе в Вологодской области, на реке Сухона.

## История
История судоходства на Сухоне уходит корнями в Средние века. К началу XIX века это был оживлённый водный путь, соединявший бассейн Северной Двины через волоки с бассейном Онежского озера, поэтому в 1825—1828 годах была сооружена 130-километровая Двинская шлюзованная система.
В 1890-х годах была построена железная дорога из Москвы в Архангельск, движение по ней было открыто в 1897 году. У пересечения дороги с Сухоной годом позже была открыта станция Сухона. Ещё спустя год, в 1899 году, купцом Альбертом Сурковым была построена бумажная фабрика; в 1905 году рядом появились два лесопильных завода, а в 1914 — целлюлозная фабрика и артиллерийский завод. Для подвоза материалов на Сухоне, возле моста, появились пристани, так как доставка по воде была дешевле и удобнее железной дороги; каждая фабрика завела свой собственный речной флот. К 1917 году при пристанях имелись ремонтные мастерские.
После Октябрьской революции фабрики и их суда, а также пристань с мастерскими были национализированы с образованием в апреле 1920 года Верхне-Сухонского агентства при Вологодском районном управлении водных путей. На базе ремонтных мастерских пристани Печаткино были организованы Печаткинские судоремонтные мастерские. В 1932 году пристань, занимавшуюся пассажирскими и грузовыми перевозками, и мастерские разделили на два отдельных предприятия. За 1934 год с пристани было отправлено 92 618 пассажиров. В декабре 1936 года бассейн Сухоны был выведен из состава Северного речного пароходства с образованием Сухонского; ремонтные мастерские были переданы пароходству в 1938 году.
На конец 1930-х — начало 1940-х годов практически все погрузочно-разгрузочные работы в порту выполнялись вручную или с использованием конной тяги, из механизации имелся только один грузовой автомобиль. Себестоимость перевалки одной тонны груза в порту составляла 2 рубля 79 копеек, а годовой объём грузообработки составлял около миллиона тонн отправленных и 600 тысяч тонн полученных грузов и неуклонно рос.
В 1950-х годах при строительстве Череповецкого металлургического завода необходимый для строительства песок был обнаружен в устье Кубены в 50 км от Печаткинского порта. С 1952 года разработка этого месторождения песка и его перевозка стала основной деятельностью для порта. В 1958 году продолжавший расти порт снова объединили с ремонтными мастерскими. С середины 1960-х годов ремонтные мастерские были перестроены: все деревянные здания были снесены, на их месте появились новые цеха. В 1975 году приказом Министерства речного флота СССР пристань была переименована в порт Сокол.
В 1981 году обветшавшее деревянное здание речного вокзала было снесено, а на его месте была посажена туя. Новое здание речного вокзала и управления порта было построено в стороне. В 1989 году пристань, как отдельное подразделение порта, была упразднена. В 1990 году пристань отправила 91 400 пассажиров.
14 июня 1994 года порт вышел из состава пароходства и был приватизирован с основанием открытого акционерного общества. В целях сохранения предприятия в условиях экономического кризиса порт занимался различной, ранее не характерной для себя деятельностью. Помимо транспортировки песка и других строительных материалов плавкранами порта акватория Сухоны и её берега были очищены от топляка и металлолома. В то же время ремонтные мастерские освоили выпуск понтонов, плавучих причалов и напалавных мостов, продолжавшийся и на январь 2017 года. Также производился ремонт и модернизация речных теплоходов массовых проектов.
В 2010-х годах ставка предприятия на развитие речного туризма и повышение спроса на причалы в отсутствие финансирования у основных заказчиков — муниципалитетов — привела к снижению доходности предприятия. В 2017 году организация «Стройиндустрия» обратилась в суд с требованием признать ОАО «Порт Сокол» несостоятельным. В октябре предприятие признали банкротом и 10 ноября 2017 года была введена процедура конкурсного управления, при этом сама «Стройиндустрия» также была признана банкротом немногим позднее. На директора порта также было заведено дело о неуплате налогов, но он был освобождён от ответственности за возмещением убытков государству. В марте 2021 года имущественный комплекс порта и мастерских был продан за 26 миллионов рублей. При этом на руководство порта было заведено уголовное дело в связи с выводом ими из владения компании ценных активов — их подозревали в преднамеренном банкротстве порта.
9 февраля 2023 года имущество порта было переподчинено ООО «Порт Сокол», учреждённого в 2021 году.

## Описание
Порт находится в микрорайоне Печаткино города Сокол Вологодской области и имеет адрес площадь Печаткина, дом 2.